# Malufiglio/L'urdemo avvertimento
Malufiglio/L'urdemo avvertimento, pubblicato nel 1962, è un singolo del cantante italiano Mario Trevi

## Storia

### Malufiglio
Nel 1962 Mario Merola incide il brano Malufiglio (Chiarazzo - Matassa). Per decenni il lancio e la prima incisione del brano vengono a lui attribuite. La notizia è riportata in varie enciclopedie e vari libri dedicati alla canzone napoletana, affermando che, visto il successo ottenuto dalla versione di Mario Merola, successivamente il brano viene inciso da Pino Mauro e Mario Trevi. Tale notizia, però, risulta falsa.
A mettere in evidenza l'errore è lo stesso autore del brano, Alfonso Chiarazzo, il quale dichiara che il primo interprete del brano è Pino Mauro. In un video girato il 12 luglio 2016, Chiarazzo dichiara: (...) il primo interprete è stato Pino Mauro, ed è stato anche il primo cantante ad averla incisa. Incisione avvenuta nell'anno 1961, su dischi 45 giri, etichetta Jockey original record 

## Tracce
Lato A
- Malufiglio (Chiarazzo - Matassa)

Lato B
- L'urdemo avvertimento (Armetta - Sciotti - Barbella)

## Incisioni
Il singolo fu inciso su 45 giri, con marchio Durium- serie Royal (QCA 1264).
Direzione arrangiamenti: M° Eduardo Alfieri.